# Périgord
Il Périgord (in occitano: Perigòrd o Peiregòrd; in italiano arcaico: Perigordo) è una regione storica del sudovest della Francia.
Amministrativamente corrisponde quasi interamente al dipartimento della Dordogna, nella regione dell'Aquitania, ai limiti del Massiccio Centrale.
Il Dipartimento della Dordogna venne creato nel 1790, pressappoco entro i limiti storici del Périgord, e leggermente rimaneggiato, sconfinando su alcune terre dell'Angoumois, della Santongia, del Quercy e del Limosino.

## Storia

### Preistoria
Nel Périgord sono state trovate molte tracce umane antichissime, in grotte con incisioni rupestri, che risalgono all'uomo di Cromagnon originario di questa zona.
Già 30.000 anni avanti Cristo, i primi abitanti dell'età della pietra si insediarono nelle grotte di Lascaux e di Cro-Magnon, che ancora testimoniano l'arte rupestre, classificata come patrimonio mondiale dell'umanità.
Dopo la scoperta delle grotte di Cro-Magnon, l'uomo moderno è stato chiamato appunto di Cro-Magnon.

### Antichità
Nei tempi antichi, la zona era inizialmente parte della Gallia celtica, prima di essere conquistata dai Romani ed essere inserita nella provincia romana di Aquitania. Resti dello sviluppo e della cultura romana si trovano ancora tra le rovine della città di Périgueux.
Qui si svolsero lotte fra i Galli e Gaio Giulio Cesare, ed iniziò la colonizzazione romana della Gallia, ma la regione conservò una certa indipendenza, entrando nel regno di Francia soltanto nel XV secolo.
Nel corso delle migrazioni barbariche, alla fine dell'impero romano, la zona fu conquistata dai Franchi.

### Medioevo
La nozione di Contea per il Périgord compare all'epoca di Carlomagno.
La contea era la base delle divisioni territoriali realizzate per delimitare un «pagus», la cui amministrazione civile era affidata ad un conte nominato dall'imperatore.
Questo vassallo aveva la delega del potere per amministrare una città e tutti i «pagi» che vi erano uniti. Il primo di essi nominato da Carlomagno, per il Périgord, fu Wildebado o Vildebaldo, nel 778.
A parte il nome, l'azione ed i successori del primo governatore del Périgord, con il titolo di conte, non sono noti.

### Modernità
Per molto tempo il Périgord è stato una contea della Francia medievale, e per centinaia di anni è stato una zona di confine fortemente contesa nelle guerre secolari tra Inghilterra e Francia, unito soltanto nel 1607 da Enrico IV alla corona di Francia.
Infatti, Carlo d'Orléans, conte di Périgord, è fatto prigioniero all'esito della battaglia di Azincourt nel 1415 e resta prigioniero in Inghilterra fino al 1440, ed il 14 dicembre 1430 egli dà al suo fratello naturale Giovanni, bastardo d'Orléans, futuro conte di Dunois, la contea di Périgord in cambio di quella di Porcien. Ma questa donazione era forse fittizia.
Infine, il 4 marzo 1438, per procurarsi i fondi necessari per il suo riscatto, Carlo d'Orléans vende la contea a Giovanni di Châtillon, detto Giovanni de L'Aigle, figlio di Giovanni I di Châtillon, signore di Laigle, conte di Penthièvre, visconte di Limoges, per la somma di 16.000 reali d'oro e 10.000 fiorini che erano dovuti dal compianto Luigi d'Orléans ad Oliviero di Clisson, il cui erede era Giovanni di Bretagna, che nel 1454 muore, e così la contea torna a suo fratello Guglielmo.
Nel 1455, alla morte di Guglielmo di Châtillon-Blois, la Contea torna alla sua figlia maggiore Francesca, che la porta in dote nel 1470 ad Alain, Signore d'Albret, in occasione del suo matrimonio con lui.
La contea è posseduta da Enrico II di Navarra e d'Albret, che si sposa nel 1526 con Margherita d'Alençon, sorella del re Francesco I, ed alla morte di lui, nel 1555, la contea di Périgord torna a Giovanna d'Albret, che s'era sposata nel 1548 con Antonio di Borbone.
Alla morte di costei, nel 1572, la contea passa a suo figlio, Enrico III di Navarra, che diviene Enrico IV alla morte di Enrico III di Francia.
Nel 1584, Enrico di Navarra cede i suoi diritti sul Périgord a sua sorella Caterina di Borbone, ed infine, con l'editto di luglio 1607, la contea di Périgord è unita alla corona di Francia.
Seguì quasi un secolo di pace e prosperità, in cui furono assicurate una fioritura culturale e una creatività civile per una spinta allo sviluppo.
Dalla regione trae il nome il perigordino, danza del XVIII secolo.

## Toponimo
Il nome di "Périgord" deriva dalla tribù celtica dei Galli Petrocorii o Petrocori, citata da Giulio Cesare nel De Bello Gallico, ma la sua storia risale alla notte dei tempi.
Gli abitanti del Périgord si chiamano Perigordini, mentre Perigurdini o Petrocoriani sono chiamati gli abitanti della città di Périgueux.

## Clima
Il Périgord è situato nella zona d'influenza dei venti atlantici occidentali ed ha un clima temperato con precipitazioni tutto l'anno, i cui valori massimi si verificano in inverno. Le estati sono lunghe e calde, ma mediamente non aride nel lungo periodo.
Le temperature medie annue si aggirano nel Périgord intorno ai 12 °C, con un minimo di 3,5 °C in gennaio ed un massimo di 21,5 °C in luglio, in cui tra la zona di Bergerac, climaticamente favorita, ed il bordo del Massiccio Centrale esiste una differenza di circa 4 °C.
La temperatura più bassa mai registrata ha toccato -22 °C nel nord-est, la più alta 42 °C a Bergerac. A volte, le favorevoli condizioni climatiche possono essere disturbate dalla siccità o da gelate tardive.
Anche l'uragano "Martin" ha provocato gravi danni a cavallo degli anni 1999/2000, che ha distrutto intere foreste ed ha fatto cadere la silvicoltura e l'economia forestale in una crisi persistente.

## Geografia
Il Périgord è sia un paesaggio che una provincia storica nel sud-ovest della Francia, conosciuta per il suo ricco patrimonio di storia, per la sua cucina e il suo clima mite.
Per oltre 2000 anni, i suoi confini sono cambiati relativamente di poco, e l'area geografica si estende per circa 100 miglia di diametro, all'interno di un cerchio immaginario che trova il suo fulcro nella cittadina di Périgueux, suo capoluogo storico e geografico.
Nel XIII secolo il regno di Francia fu diviso in province e siniscalcati, e attraverso tale divisione, il Peyragort, nome medioevale del Périgord, si vide limitare al nord dal Limosino e dall'Angoumois, a levante dal Basso Limosino, a mezzogiorno dal Quercy e dall'Agenais, a ponente dal Bordeaux e dalla Santongia.
Tali confini erano press'a poco quelli che conosciamo oggi per il dipartimento della Dordogna, e gli apporti o i distacchi fatti sulle regioni vicine saranno di poca estensione, perché corrispondenti solo a dei ritagli delle diocesi episcopali.
Si divide, prevalentemente per motivi turistici, in Périgord nero (a causa delle fitte foreste verdi scure), a sud-est; rosso, a sud-ovest; verde, a nord; bianco, al centro.

### Composizione
Il Périgord quadricefalo s'inscrive nel Dipartimento della Dordogna, e si compone di:
- Périgord Verde, al nord, intorno a Nontron, e verso il sud-ovest di Châlus, nella regione del Limosino, il cui colore è associato a quello delle foreste di querce chiare e di castagni che vi si trovano e, terre umide permettendo, delle praterie. Geologicamente, è la parte granitica della Dordogna, che appartiene al Massiccio Centrale.
- Périgord Bianco, al centro ed al nord-ovest, intorno a Riberac e Périgueux, il cui nome richiama il colore del suolo calcareo di questa regione. I vasti campi di cereali gli hanno dato il soprannome di granaio del Périgord.
- Périgord Nero, al sud-est, intorno a Sarlat-la-Canéda): è storicamente la denominazione più antica dei quattro Périgord, e il nero designa le foreste di querce, che sono in realtà di un color verde molto scuro, da sembrar nero.
- Périgord Rosso, al sud-ovest, intorno a Bergerac: è la denominazione più recente del Périgord, poiché risale soltanto al 1970, ed è dovuta all'espansione del turismo, ricordando la "porpora" il colore delle foglie di vite in autunno. In passato la zona di Bergerac faceva parte del Périgord bianco.

### Fiumi
Il Périgord appartiene quasi esclusivamente al bacino idrografico della Gironda, ed è attraversata da diversi corsi d'acqua, di cui la Dordogna è il più grande e perciò in seguito ha dato il suo nome al nuovo Dipartimento.
Il secondo fiume più grande è l'Isle, che drena le acque della metà settentrionale del Périgord e solo a Libourne sfocia nella Dordogna.
All'interno del Périgord scorrono anche i fiumi Dronne ed Auvézère, mentre il fiume Vézère confluisce nella Dordogna vicino a Limeuil. Tutti i fiumi defluiscono da est ad ovest o da nord-est a sud-ovest.

## Flora e fauna
Il Périgord è eccezionalmente ricco di fauna selvatica. La bassa densità di popolazione ed i suoli poveri sono le ragioni per cui il territorio perigordino è una delle zone più boscose della Francia intera, ed i grandi boschi contigui, alternati a spazi aperti e semi-aperti, ospitano cinghiali, caprioli e cervi, pollame e conigli selvatici in gran numero.
Una gran varietà di specie arboree caratterizza il paesaggio: querce e pini dominano sulle Causses, nel nord e nel nord-est anche faggi. Le valli fluviali albergano gli alberi che amano l'umidità, pioppi, platani e castagni. Le specie coltivabili come gli alberi da frutta, per lo più noci, sono rappresentati quasi ovunque.

## Turismo
Il Périgord è apprezzato dai turisti per i paesaggi molto diversificati, il clima mite, le grotte con testimonianze preistoriche, i pittoreschi castelli e ville, chiese, abbazie. Le località più rilevanti:
- Bergerac, patria di Cirano, famosa per l'agricoltura (tabacco e vino) e per l'industria chimica. Singolare è il "Museo del Tabacco";
- Brantôme, con l'Abbaye Saint-Pierre de Brantôme, badia risalente ai tempi di Carlo Magno (769) ricostruita nell'XI secolo e ristrutturata nei secoli XVI-XVII;
- Cahors, antica città medioevale su una stretta del fiume Lot. Interessanti il trecentesco ponte Valentrée, con sei arcate gotiche e tre torri passanti e la cattedrale di Saint Etienne romanico-gotica costruita fra il 1090 e il 1125. A 3 km si visita la grotta del Pech-Merle, forse luogo di culto della preistoria (20.000 anni a.C.) con impronte di mani e piedi e figure di animali dipinte in nero e rosso;
- Domme, villaggio cinto da mura erette da Filippo III di Francia nel 1280. Nel centro del paese c'è l'entrata di una grotta con stalattiti e stalagmiti e resti di animali preistorici, utilizzata come rifugio durante le guerre di religione;
- Les Eyzies-de-Tayac-Sireuil, località da cui partire per vedere le numerose grotte con graffiti e disegni di animali. Vi si trovano anche la più antica raffigurazione di un mammut e lo scheletro dell'uomo di Cro-Magnon il cui nome è quello della località dove fu trovato. Una panoramica complessiva si ha al Musée National de Préhistoire con sede nel castello;
- Lascaux, dove si trova la più interessante delle grotte, scoperta nel 1940;
- Périgueux, città più importante del Périgord con la Cattedrale de St. Front della prima metà del XII secolo. Interessante il Museo del Périgord;
- Rocamadour, suggestivo villaggio arrampicato sui fianchi della gola rocciosa delle gole dell'Alzou, nel medioevo meta di pellegrinaggi per venerare la "Madonna Nera";
- il pozzo di Padirac, la grotta più visitata della Francia: un'impressionante voragine di 35 metri di diametro che si scende con due ascensori fino a 103 metri di profondità e da qui un sentiero porta alla "Rivière Plane", fiume sotterraneo lungo 560 metri, che si percorre in barca, si continua poi attraverso caverne ricche di laghetti e di concrezioni fino alla grandissima grotta detta la "Salle du grand Dôme" alta 91 metri;
- Lacave, con un'altra grande e suggestiva grotta: un trenino e un ascensore portano a una grande caverna da cui partono due sentieri che portano a bellissime grotte, in particolare la grotta detta "les Merveilles", illuminata con luce filtrata che lascia vedere solo le gocce di calcare luminescenti;
- Sarlat-la-Canéda, pittoresca città del Périgord Nero, che ha conservato ancora l'aspetto antico con belle case signorili.

## Gastronomia
La gastronomia è fra le più rinomate e raffinate di Francia. Soprattutto è celebre il foie gras, preparazione gastronomica a base di fegato grasso d'oca o anatra, trattato con aromi (sale, pepe, Porto) e poi cotto in terrina (recipienti ovali di terracotta con bordi rialzati) al forno, oppure a bagnomaria.
Il foie gras può anche essere macinato, arricchito con aromi, gelatina, ed esser venduto come paté de foie gras (meno pregiato).
Altri prodotti tipici del Périgord sono i tartufi e i vini, tra cui si possono ricordare il Bergerac e il Monbazillac.

## Agricoltura
Il Périgord è una zona agricola di rilievo. Ancora oggi, la quota di occupazione agricola è ben al di sopra della media nazionale francese.
Punti chiave dell'agricoltura nel nord e nel centro sono mais, frutta e bestiame.
Nella zona intorno a Vergt, a sud di Périgueux, sono coltivate intensivamente fragole, che vengono poi esportate in tutta Europa.

## Popolazione
Rispetto ad altre zone in Aquitania, la popolazione nel Périgord, odierna Dordogna, è fortemente diminuita, in particolare nel corso degli ultimi 150 anni.
I perigordini sono essenzialmente campagnoli ed orgogliosi, e si caratterizzano per la loro ospitalità, apertura ed energia. Questa può essere la ragione per cui la regione si è relativamente sviluppata piacevolmente dal punto di vista turistico.
Come in molte regioni rurali, il Périgord è segnato dalle conseguenze dell'emigrazione e della mancanza d'infrastrutture. Così la sua popolazione, in particolare al di fuori delle aree urbane, sta tendenzialmente invecchiando ed il livello di reddito è relativamente basso.
La composizione etnica del Périgord è abbastanza omogenea, con una bassa percentuale di immigrati. Una quota significativa di stranieri è dovuta solo agli europei residenti, che vi hanno una seconda casa.